# Mecânica
A mecânica (em grego clássico: μηχανική) é a área da física que estuda o movimento de corpos materiais. Por meio de investigação científica, relaciona a energia com forças e movimentos presentes na natureza. As forças aplicadas a objetos resultam em deslocamentos, ou mudanças na posição de um objeto, em relação a um referencial adotado. Este ramo da física tem suas origens na Grécia Antiga com os escritos de Aristóteles e Arquimedes. Durante o início do período moderno, cientistas como Galileu, Kepler e Newton lançaram as bases clássicas do conhecimento desta disciplina. Dentro do estudo da Física, esta área pode ser dividida em: clássica, relativística e quântica.
A mecânica também pode ser definida como um ramo da engenharia, que estuda a aplicação da física para a construção de máquinas e dispositivos em que há movimento, transmissão de forças ou conversão de energia.

## História

### Antiguidade
A principal teoria da mecânica na antiguidade era a mecânica aristotélica. Um desenvolvedor posterior nesta tradição é Hiparco.

### Era medieval

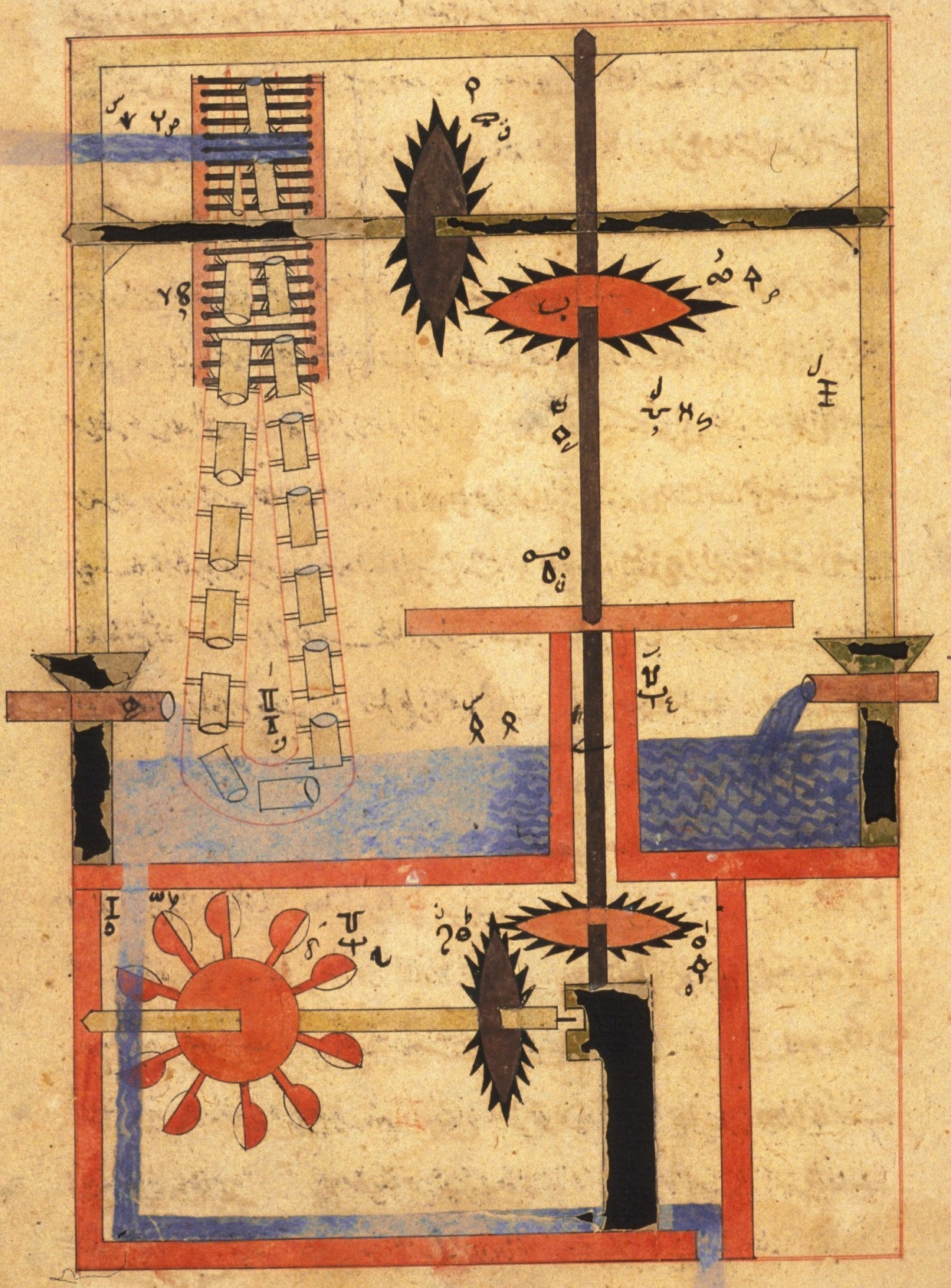
Manuscrito de máquina árabe. Data desconhecida (em um palpite: séculos XVI a XIX)

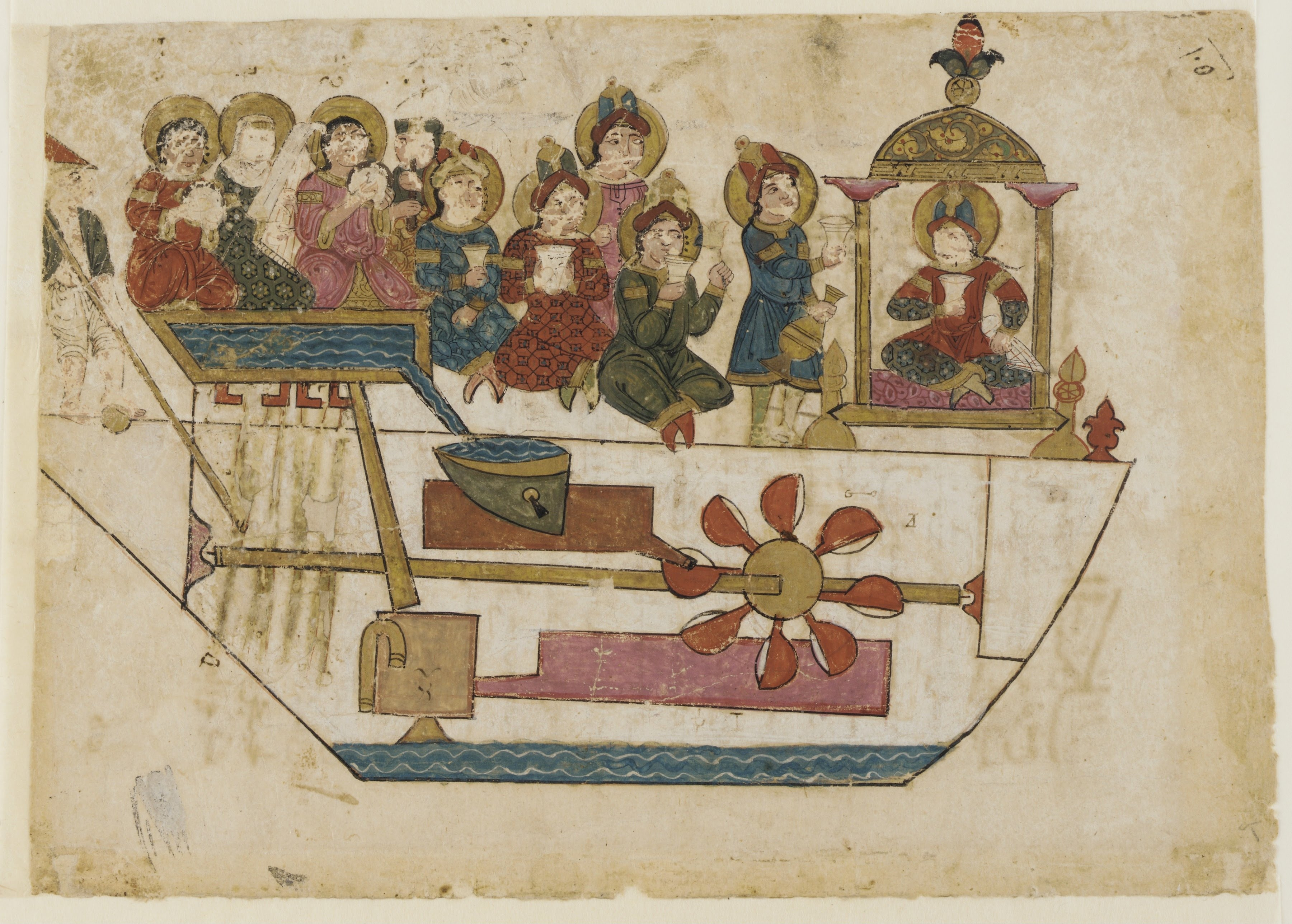
Um brinquedo musical de Al-Jazari do século XII

Na Idade Média, as teorias de Aristóteles foram criticadas e modificadas por uma série de figuras, começando com João Filopono no século VI. Um problema central era o movimento parabólico, discutido por Hiparco e Filopono.
O polímata islâmico persa Avicena publicou sua teoria do movimento em O Livro da Cura (1020). Ele disse que um ímpeto é dado a um projétil pelo lançador, e o viu como persistente, exigindo forças externas, como a resistência do ar para dissipá-lo. Avicena fez distinção entre 'força' e 'inclinação' (chamado de "mayl"), e argumentou que um objeto ganhou mayl quando o objeto está em oposição ao seu movimento natural. Portanto, ele concluiu que a continuação do movimento é atribuída à inclinação que é transferida para o objeto, e esse objeto estará em movimento até que o mayl se esgote. Ele também afirmou que um projétil no vácuo não pararia a menos que recebesse uma ação. Essa concepção de movimento é consistente com a primeira lei do movimento de Newton, a inércia. Que afirma que um objeto em movimento permanecerá em movimento a menos que seja acionado por uma força externa. Esta ideia que divergia da visão aristotélica foi posteriormente descrita como "ímpeto" por John Buridan, que foi influenciado pelo Livro da Cura de Avicena.
Sobre a questão de um corpo sujeito a uma força constante (uniforme), o estudioso árabe-judeu do século XII Hibat Allah Abu'l-Barakat al-Baghdaadi (nascido em Natanel, iraquiano, de Bagdá) afirmou que a força constante transmite aceleração constante. De acordo com Shlomo Pines, a teoria do movimento de al-Baghdaadi era "a mais antiga negação da lei dinâmica fundamental de Aristóteles [ou seja, que uma força constante produz um movimento uniforme], [e é, portanto, uma] antecipação de uma forma vaga da lei fundamental da mecânica clássica [ou seja, que uma força aplicada continuamente produz aceleração]". No mesmo século, Avempace propôs que para cada força há sempre uma força de reação. Embora ele não tenha especificado que essas forças sejam iguais, ainda é uma versão inicial da terceira lei do movimento, que afirma que para cada ação há uma reação igual e oposta.

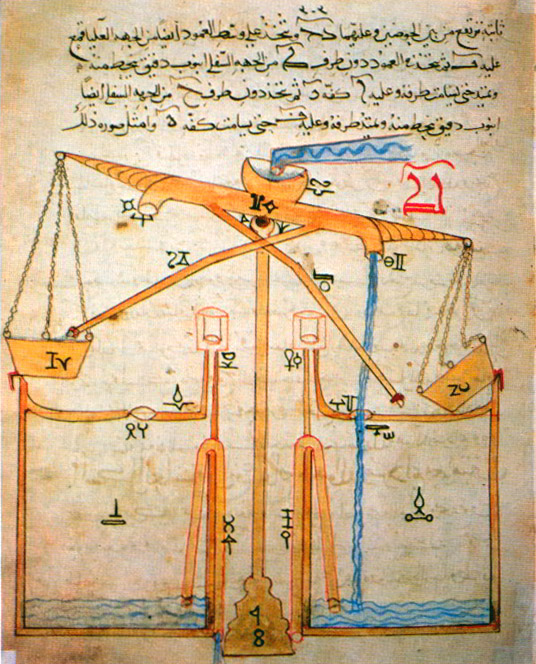
Dispositivo de água de Al-Jazari do século XII

Influenciado por escritores anteriores, como Avicena e al-Baghdaadi, o padre francês do século XIV, Jean Buridan, desenvolveu a teoria do ímpeto, que mais tarde se desenvolveu nas teorias modernas de inércia, velocidade, aceleração e momento. Este trabalho e outros foram desenvolvidos na Inglaterra do século XIV pelos Calculadores de Oxford, como Thomas Bradwardine, que estudou e formulou várias leis sobre corpos em queda. O conceito de que as propriedades principais de um corpo são movimentos uniformemente acelerados (como corpos em queda) foi elaborado pelos Calculadores de Oxford do século XIV.

### Início da idade moderna
Duas figuras centrais no início da era moderna são Galileu Galilei e Isaac Newton. A declaração final de Galileu de sua mecânica, particularmente de corpos caindo, é seu Duas Novas Ciências (1638). Os Princípios Matemáticos da Filosofia Natural de Newton, de 1687, forneceu um relato matemático detalhado da mecânica, usando a matemática do cálculo recém-desenvolvida e fornecendo a base da mecânica newtoniana.
Há alguma disputa sobre a prioridade de várias ideias: os Princípios de Newton é certamente o trabalho seminal e tem sido tremendamente influente, e a matemática sistemática nele não foi e não poderia ter sido declarada anteriormente porque o cálculo não foi desenvolvido. No entanto, muitas das ideias, particularmente no que diz respeito à inércia (ímpeto) e corpos em queda, foram desenvolvidas e declaradas por pesquisadores anteriores, tanto o então recente Galileu quanto os predecessores medievais menos conhecidos. O crédito preciso às vezes é difícil ou controverso porque a linguagem científica e os padrões de prova mudaram, portanto, se as afirmações medievais são equivalentes às afirmações modernas ou prova suficiente, ou, ao contrário, semelhantes às afirmações e hipóteses modernas é frequentemente discutível.

### Idade moderna
Dois principais desenvolvimentos modernos na mecânica são a relatividade geral de Einstein e a mecânica quântica, ambas desenvolvidas no século XX com base em parte nas ideias do início do século XIX. O desenvolvimento da moderna mecânica contínua, nomeadamente nas áreas da elasticidade, plasticidade, dinâmica dos fluidos, eletrodinâmica e termodinâmica dos meios deformáveis, teve início na segunda metade do século XX.